# Stan McCabe (hockey sur glace)
Stan McCabe (né le 16 juin 1908 à Ottawa, province de l'Ontario - mort le 2 juin 1958) est un joueur professionnel canadien de hockey sur glace. Il évoluait au poste d'ailier,.

## Carrière de joueur
En 1927, il a commencé sa carrière professionnelle avec les Olympics de Détroit dans la CPHL. Il a évolué dans la Ligue nationale de hockey avec les Cougars de Détroit et les Maroons de Montréal. Il met un terme à sa carrière en 1939.

## Statistiques
| Saison     | Équipe                      | Ligue      |    | Saison régulière | Saison régulière | Saison régulière | Saison régulière | Saison régulière |    | Séries éliminatoires | Séries éliminatoires | Séries éliminatoires | Séries éliminatoires | Séries éliminatoires |
| Saison     | Équipe                      | Ligue      | PJ | B                | A                | Pts              | Pun              | PJ               | B  | A                    | Pts                  | Pun                  |                      |                      |
| 1927-1928  | Olympics de Détroit         | CPHL       | 42 | 15               | 4                | 19               | 31               |                  |    |                      |                      |                      |                      |                      |
| 1928-1929  | Olympics de Détroit         | CPHL       | 39 | 17               | 2                | 19               | 70               |                  |    |                      |                      |                      |                      |                      |
| 1929-1930  | Cougars de Détroit          | LNH        | 25 | 7                | 3                | 10               | 23               | --               | -- | --                   | --                   | --                   |                      |                      |
| 1930-1931  | Falcons de Détroit          | LNH        | 44 | 2                | 1                | 3                | 22               | --               | -- | --                   | --                   | --                   |                      |                      |
| 1931-1932  | Olympics de Détroit         | LIH        | 0  | 10               | 8                | 18               | 61               |                  |    |                      |                      |                      |                      |                      |
| 1932-1933  | Castors de Québec           | CAHL       | 47 | 11               | 19               | 30               | 46               |                  |    |                      |                      |                      |                      |                      |
| 1932-1933  | Maroons de Montréal         | LNH        | 1  | 0                | 0                | 0                | 0                | --               | -- | --                   | --                   | --                   |                      |                      |
| 1933-1934  | Beavers de Québec           | CAHL       | 0  | 17               | 11               | 28               | 16               |                  |    |                      |                      |                      |                      |                      |
| 1933-1934  | Maroons de Montréal         | LNH        | 8  | 0                | 0                | 0                | 4                | --               | -- | --                   | --                   | --                   |                      |                      |
| 1934-1935  | Arrows de Philadelphie      | CAHL       | 19 | 6                | 6                | 12               | 14               |                  |    |                      |                      |                      |                      |                      |
| 1935-1936  | Bulldogs de Windsor         | LIH        | 15 | 0                | 3                | 3                | 4                |                  |    |                      |                      |                      |                      |                      |
| 1935-1936  | Shamrocks de Pittsburgh     | LIH        | 44 | 7                | 17               | 24               | 15               |                  |    |                      |                      |                      |                      |                      |
| 1936-1937  | Oakland/Clippers de Spokane | PCHL       | 36 | 0                | 1                | 1                | 2                |                  |    |                      |                      |                      |                      |                      |
| 1937-1938  | Pontiac McLeans de Détroit  | MOHL       | 23 | 13               | 7                | 20               | 0                |                  |    |                      |                      |                      |                      |                      |
| 1938-1939  | Pontiac McLeans de Détroit  | MOHL       | 21 | 5                | 6                | 11               | 10               |                  |    |                      |                      |                      |                      |                      |
| Totaux LNH | Totaux LNH                  | Totaux LNH | 78 | 9                | 4                | 13               | 49               |                  |    |                      |                      |                      |                      |                      |